# Masters Tournament
Masters Tournament (hay còn được goi là The Masters hay U.S. Masters) là một trong số bốn giải Major danh giá của hệ thống golf chuyên nghiệp. Giải đấu thường diễn ra vào tháng 4 hàng năm, và khác với các giải Major khác, Masters chỉ được tổ chức tại sân golf nổi tiếng Augusta National Golf Club, nằm tại thành phố Augusta, Georgia.
Masters do vận động viên nghiệp dư Bobby Jones và nhà đầu tư Clifford Roberts sáng lập vào năm 1934. Jones đăng quang giải Major đầu tiên trong sự nghiệp (U.S. Open 1930) và ông kết thân với kiến trúc sư và thợ vườn Alister MacKenzie rồi thiết kế nên sân Augusta National. Năm 1934, giải đấu được chính thức đưa vào hệ thống PGA Tour, European Tour và Japan Golf Tour. Tuy nhiên, số lượng vận động viên được quyền thi đấu tại đây là vô cùng nhỏ nếu so sánh với các giải đấu khác, do đạt các tiêu chí riêng từ câu lạc bộ Augusta National Golf Club.
Masters nổi tiếng với nhiều truyền thống lâu đời. Từ năm 1949, tất cả các nhà vô địch sẽ mặc một chiếc áo khoác màu xanh lá cây, sau đó sẽ phải đưa lại cho nhà vô địch mùa giải tiếp theo (bên cạnh những mẫu thiết kế cá nhân và lưu niệm tại phòng truyền thống của câu lạc bộ). Chỉ có nhà vô địch đầu tiên và đương kim vô địch mới có quyền thay đổi áo trong phòng truyền thống. Nếu vận động viên bảo vệ thành công chức vô địch, chiếc áo sẽ được mặc lại chứ không được cấp mới (trừ khi thay đổi kích cỡ). Bữa tiệc Champions Dinner do Ben Hogan khởi xướng từ năm 1952 chỉ bao gồm các nhà vô địch giải đấu cùng vài thành viên ban tổ chức giải. Từ năm 1963, các vận động viên nổi tiếng, huyền thoại và cựu vô địch sẽ được mời tới giới một vòng golf quảng bá thương mại. Từ năm 1960, một giải đấu nhỏ chuyên cho các hố 3-gậy được tổ chức đúng 1 ngày trước khi giải đấu chính thức khởi tranh.
Jack Nicklaus giữ kỷ lục 6 lần vô địch Masters Tournament từ năm 1963 tới năm 1986. Tiger Woods có 5 lần đăng quang từ 1997 tới 2019. Arnold Palmer có 4 chức vô địch từ 1958 tới 1964. Ngoài ra, Jimmy Demaret, Sam Snead, Gary Player, Nick Faldo và Phil Mickelson cũng có 3 lần nâng cúp tại đây. Player, vận động viên người Nam Phi, chính là nhà vô địch đầu tiên của giải đấu mà không mang quốc tịch Mỹ (1961). Seve Ballesteros từ Tây Ban Nha là người châu Âu đầu tiên đăng quang (1980, 1983), còn Hideki Matsuyama người Nhật Bản là người châu Á đầu tiên mặc chiếc áo xanh của giải đấu này (2021).
Sân golf Augusta National vẫn thường xuyên thay đổi và nâng cấp bởi nhiều kiến trúc sư khác nhau: thay mặt cỏ, thêm bẫy tự nhiên và hồ nước, đổi vị trí tee box, trồng thêm nhiều hàng cây và hoa trang trí, cũng như chỉnh sửa nhiều địa hình đồi nhỏ trên mặt sân.

## Cụm sân
Sân golf vốn là khu ươm cây nổi tiếng, vậy nên mỗi hố được đặt theo một loại cây đặc trưng.
| Hố     | Tên                  | Yards  | Gậy    |        | Hố            | Tên         | Yards | Gậy |
| ------ | -------------------- | ------ | ------ | ------ | ------------- | ----------- | ----- | --- |
| 1      | Tea Olive            | 445    | 4      |        | 10            | Camellia    | 495   | 4   |
| 2      | Pink Dogwood         | 575    | 5      | 11     | White Dogwood | 505         | 4     |     |
| 3      | Flowering Peach      | 350    | 4      | 12     | Golden Bell   | 155         | 3     |     |
| 4      | Flowering Crab Apple | 240    | 3      | 13     | Azalea        | 510         | 5     |     |
| 5      | Magnolia             | 495    | 4      | 14     | Chinese Fir   | 440         | 4     |     |
| 6      | Juniper              | 180    | 3      | 15     | Firethorn     | 530         | 5     |     |
| 7      | Pampas               | 450    | 4      | 16     | Redbud        | 170         | 3     |     |
| 8      | Yellow Jasmine       | 570    | 5      | 17     | Nandina       | 440         | 4     |     |
| 9      | Carolina Cherry      | 460    | 4      | 18     | Holly         | 465         | 4     |     |
| Out    | Out                  | 3.765  | 36     | In     | In            | 3.710       | 36    |     |
| Nguồn: | Nguồn:               | Nguồn: | Nguồn: | Nguồn: | Tổng độ dài   | Tổng độ dài | 7.475 | 72  |

Tổng độ dài theo đơn vị thước Anh (yards):
| - 2020: 7.475 thước Anh (6.835 m) - 2010: 7.435 thước Anh (6.799 m) - 2000: 6.985 thước Anh (6.387 m) - 1990: 6.905 thước Anh (6.314 m) - 1980: 7.040 thước Anh (6.437 m) | - 1970: 6.980 thước Anh (6.383 m) - 1960: 6.980 thước Anh (6.383 m) - 1950: 6.900 thước Anh (6.309 m) - 1940: 6.800 thước Anh (6.218 m) |

### Điều chỉnh
Cũng như mọi sân đấu khác, Augusta National được mở rộng thường xuyên. Năm 2001, sân có độ dài 6.925 thước Anh (6.332 m), và mở rộng thành 7.270 thước Anh (6.648 m) vào năm 2002, 7.445 thước Anh (6.808 m) vào năm 2006. Việc thay đổi kích thước này vấp phải rất nhiều chỉ trích, bao gồm từ các huyền thoại của giải đấu như Jack Nicklaus, Arnold Palmer, Gary Player hay Tiger Woods. Woods cho rằng "những vận động viên quen đánh ngắn giờ sẽ gặp khó khăn". Chủ tịch câu lạc bộ Hootie Johnson thì lập luận "Chúng tôi cảm thấy hài lòng với những thay đổi của sân đấu". Sau vài vòng gậy thử nghiệm, Gary Player đã thay đổi quan điểm "Có rất nhiều ý kiến khác nhau, nhưng tôi nghĩ tôi cũng chưa hợp lý lắm, tôi cũng vừa thử chơi rồi... Tất cả chỉ phải đánh những cú đánh tương tự Jack Nicklaus ngày xưa (thời đỉnh cao) mà thôi".
Ban đầu, cỏ trên sân Augusta national là giống cỏ thấp từ Bermuda. Phần green khiến bóng lăn chậm hơn vì sử dụng loại cỏ dày, mọc mau và cao hơn bình thường. Năm 1978, green của hố 3 được thay thử nghiệm bằng loại cỏ agrotis, mềm và mọc thưa hơn. Kể từ năm 1981, toàn bộ phần green của giải Masters được chuyển sang loại cỏ này. Cỏ agrotis đảm bảo việc putt nhanh hơn, bóng đi ít bị liệng hơn so với các giống cỏ khác trên bề mặt green.
Kể từ năm 1975, phần cát thường phổ thông đã được thay thế hoàn toàn bằng bột felspat riêng biệt của giải đấu, được nhập từ bang Bắc Carolina.
Năm 2019, hố 5 của sân đấu được kéo dài từ 455 yards thành 495 yards với 2 hố cát mới được đặt gần đường fairway.

## Danh sách nhà vô địch
| Năm                                             | Nhà vô địch             | Kết quả | Số gậy | Khoảng cách so với người về nhì | Á quân                                         | Tiền thưởng |
| ----------------------------------------------- | ----------------------- | ------- | ------ | ------------------------------- | ---------------------------------------------- | ----------- |
| 2025                                            | Rory McIlroy            | 277     | −11    | Playoff                         | Justin Rose                                    | 4.200.000   |
| 2024                                            | Scottie Scheffler       | 277     | −11    | 4 gậy                           | Ludvig Åberg                                   | 3.600.000   |
| 2023                                            | Jon Rahm                | 276     | −12    | 4 gậy                           | Brooks Koepka Phil Mickelson                   | 3.240.000   |
| 2022                                            | Scottie Scheffler       | 278     | −10    | 3 gậy                           | Rory McIlroy                                   | 2.700.000   |
| 2021                                            | Hideki Matsuyama        | 278     | −10    | 1 gậy                           | Will Zalatoris                                 | 2.070.000   |
| 2020                                            | Dustin Johnson          | 268     | −20    | 5 gậy                           | Im Sung-jae Cameron Smith                      | 2.070.000   |
| 2019                                            | Tiger Woods (5)         | 275     | −13    | 1 gậy                           | Dustin Johnson Brooks Koepka Xander Schauffele | 2.070.000   |
| 2018                                            | Patrick Reed            | 273     | −15    | 1 gậy                           | Rickie Fowler                                  | 1.980.000   |
| 2017                                            | Sergio García           | 279     | −9     | Playoff                         | Justin Rose                                    | 1.980.000   |
| 2016                                            | Danny Willett           | 283     | −5     | 3 gậy                           | Jordan Spieth Lee Westwood                     | 1.800.000   |
| 2015                                            | Jordan Spieth           | 270     | −18    | 4 gậy                           | Phil Mickelson Justin Rose                     | 1.800.000   |
| 2014                                            | Bubba Watson (2)        | 280     | −8     | 3 gậy                           | Jonas Blixt Jordan Spieth                      | 1.620.000   |
| 2013                                            | Adam Scott              | 279     | −9     | Playoff                         | Ángel Cabrera                                  | 1,440.000   |
| 2012                                            | Bubba Watson            | 278     | −10    | Playoff                         | Louis Oosthuizen                               | 1.440,000   |
| 2011                                            | Charl Schwartzel        | 274     | −14    | 2 gậy                           | Jason Day Adam Scott                           | 1.440.000   |
| 2010                                            | Phil Mickelson (3)      | 272     | −16    | 3 gậy                           | Lee Westwood                                   | 1.350.000   |
| 2009                                            | Ángel Cabrera           | 276     | −12    | Playoff                         | Kenny Perry Chad Campbell                      | 1.350.000   |
| 2008                                            | Trevor Immelman         | 280     | −8     | 3 gậy                           | Tiger Woods                                    | 1.350.000   |
| 2007                                            | Zach Johnson            | 289     | +1     | 2 gậy                           | Retief Goosen Rory Sabbatini Tiger Woods       | 1.305.000   |
| 2006                                            | Phil Mickelson (2)      | 281     | −7     | 2 gậy                           | Tim Clark                                      | 1.260.000   |
| 2005                                            | Tiger Woods (4)         | 276     | −12    | Playoff                         | Chris DiMarco                                  | 1.260.000   |
| 2004                                            | Phil Mickelson          | 279     | −9     | 1 gậy                           | Ernie Els                                      | 1.117.000   |
| 2003                                            | Mike Weir               | 281     | −7     | Playoff                         | Len Mattiace                                   | 1.080.000   |
| 2002                                            | Tiger Woods (3)         | 276     | −12    | 3 gậy                           | Retief Goosen                                  | 1.008.000   |
| 2001                                            | Tiger Woods (2)         | 272     | −16    | 2 gậy                           | David Duval                                    | 1.008.000   |
| 2000                                            | Vijay Singh             | 278     | −10    | 3 gậy                           | Ernie Els                                      | 828.000     |
| 1999                                            | José María Olazábal (2) | 280     | −8     | 2 gậy                           | Davis Love III                                 | 720.000     |
| 1998                                            | Mark O'Meara            | 279     | −9     | 1 gậy                           | Fred Couples David Duval                       | 576.000     |
| 1997                                            | Tiger Woods             | 270     | −18    | 12 gậy                          | Tom Kite                                       | 486.000     |
| 1996                                            | Nick Faldo (3)          | 276     | −12    | 5 gậy                           | Greg Norman                                    | 450.000     |
| 1995                                            | Ben Crenshaw (2)        | 274     | −14    | 1 gậy                           | Davis Love III                                 | 396.000     |
| 1994                                            | José María Olazábal     | 279     | −9     | 2 gậy                           | Tom Lehman                                     | 360.000     |
| 1993                                            | Bernhard Langer (2)     | 277     | −11    | 4 gậy                           | Chip Beck                                      | 306.000     |
| 1992                                            | Fred Couples            | 275     | −13    | 2 gậy                           | Raymond Floyd                                  | 270.000     |
| 1991                                            | Ian Woosnam             | 277     | −11    | 1 gậy                           | José María Olazábal                            | 243.000     |
| 1990                                            | Nick Faldo (2)          | 278     | −10    | Playoff                         | Raymond Floyd                                  | 225.000     |
| 1989                                            | Nick Faldo              | 283     | −5     | Playoff                         | Scott Hoch                                     | 200.000     |
| 1988                                            | Sandy Lyle              | 281     | −7     | 1 gậy                           | Mark Calcavecchia                              | 183.800     |
| 1987                                            | Larry Mize              | 285     | −3     | Playoff                         | Seve Ballesteros Greg Norman                   | 162.000     |
| 1986                                            | Jack Nicklaus (6)       | 279     | −9     | 1 gậy                           | Tom Kite Greg Norman                           | 144.000     |
| 1985                                            | Bernhard Langer         | 282     | −6     | 2 gậy                           | Seve Ballesteros Raymond Floyd Curtis Strange  | 126.000     |
| 1984                                            | Ben Crenshaw            | 277     | −11    | 2 gậy                           | Tom Watson                                     | 108.000     |
| 1983                                            | Seve Ballesteros (2)    | 280     | −8     | 4 gậy                           | Ben Crenshaw Tom Kite                          | 90.000      |
| 1982                                            | Craig Stadler           | 284     | −4     | Playoff                         | Dan Pohl                                       | 64.000      |
| 1981                                            | Tom Watson (2)          | 280     | −8     | 2 gậy                           | Johnny Miller Jack Nicklaus                    | 60.000      |
| 1980                                            | Seve Ballesteros        | 275     | −13    | 4 gậy                           | Gibby Gilbert Jack Newton                      | 55.000      |
| 1979                                            | Fuzzy Zoeller           | 280     | −8     | Playoff                         | Ed Sneed Tom Watson                            | 50.000      |
| 1978                                            | Gary Player (3)         | 277     | −11    | 1 gậy                           | Rod Funseth Hubert Green Tom Watson            | 45.000      |
| 1977                                            | Tom Watson              | 276     | −12    | 2 gậy                           | Jack Nicklaus                                  | 40.000      |
| 1976                                            | Raymond Floyd           | 271     | −17    | 8 gậy                           | Ben Crenshaw                                   | 40.000      |
| 1975                                            | Jack Nicklaus (5)       | 276     | −12    | 1 gậy                           | Johnny Miller Tom Weiskopf                     | 40.000      |
| 1974                                            | Gary Player (2)         | 278     | −10    | 2 gậy                           | Dave Stockton Tom Weiskopf                     | 35.000      |
| 1973                                            | Tommy Aaron             | 283     | −5     | 1 gậy                           | J. C. Snead                                    | 30.000      |
| 1972                                            | Jack Nicklaus (4)       | 286     | −2     | 3 gậy                           | Bruce Crampton Bobby Mitchell Tom Weiskopf     | 25.000      |
| 1971                                            | Charles Coody           | 279     | −9     | 2 gậy                           | Johnny Miller Jack Nicklaus                    | 25.000      |
| 1970                                            | Billy Casper            | 279     | −9     | Playoff                         | Gene Littler                                   | 25.000      |
| 1969                                            | George Archer           | 281     | −7     | 1 gậy                           | Billy Casper George Knudson Tom Weiskopf       | 20.000      |
| 1968                                            | Bob Goalby              | 277     | −11    | 1 gậy                           | Roberto De Vicenzo                             | 20.000      |
| 1967                                            | Gay Brewer              | 280     | −8     | 1 gậy                           | Bobby Nichols                                  | 20.000      |
| 1966                                            | Jack Nicklaus (3)       | 288     | E      | Playoff                         | Tommy Jacobs (2) Gay Brewer (3)                | 20.000      |
| 1965                                            | Jack Nicklaus (2)       | 271     | −17    | 9 gậy                           | Arnold Palmer Gary Player                      | 20.000      |
| 1964                                            | Arnold Palmer (4)       | 276     | −12    | 6 gậy                           | Dave Marr Jack Nicklaus                        | 20.000      |
| 1963                                            | Jack Nicklaus           | 286     | −2     | 1 gậy                           | Tony Lema                                      | 20.000      |
| 1962                                            | Arnold Palmer (3)       | 280     | −8     | Playoff                         | Gary Player (2) Dow Finsterwald (3)            | 20.000      |
| 1961                                            | Gary Player             | 280     | −8     | 1 gậy                           | Charles Coe (a) Arnold Palmer                  | 20.000      |
| 1960                                            | Arnold Palmer (2)       | 282     | −6     | 1 gậy                           | Ken Venturi                                    | 17.500      |
| 1959                                            | Art Wall Jr.            | 284     | −4     | 1 gậy                           | Cary Middlecoff                                | 15.000      |
| 1958                                            | Arnold Palmer           | 284     | −4     | 1 gậy                           | Doug Ford Fred Hawkins                         | 11.250      |
| 1957                                            | Doug Ford               | 283     | −5     | 3 gậy                           | Sam Snead                                      | 8.750       |
| 1956                                            | Jack Burke Jr.          | 289     | +1     | 1 gậy                           | Ken Venturi (a)                                | 6.000       |
| 1955                                            | Cary Middlecoff         | 279     | −9     | 7 gậy                           | Ben Hogan                                      | 5.000       |
| 1954                                            | Sam Snead (3)           | 289     | +1     | Playoff                         | Ben Hogan                                      | 5.000       |
| 1953                                            | Ben Hogan (2)           | 274     | −14    | 5 gậy                           | Ed Oliver                                      | 4.000       |
| 1952                                            | Sam Snead (2)           | 286     | −2     | 4 gậy                           | Jack Burke Jr.                                 | 4.000       |
| 1951                                            | Ben Hogan               | 280     | −8     | 2 gậy                           | Skee Riegel                                    | 3.000       |
| 1950                                            | Jimmy Demaret (3)       | 283     | −5     | 2 gậy                           | Jim Ferrier                                    | 2.400       |
| 1949                                            | Sam Snead               | 282     | −6     | 3 gậy                           | Johnny Bulla Lloyd Mangrum                     | 2.750       |
| 1948                                            | Claude Harmon           | 279     | −9     | 5 gậy                           | Cary Middlecoff                                | 2.500       |
| 1947                                            | Jimmy Demaret (2)       | 281     | −7     | 2 gậy                           | Byron Nelson Frank Stranahan (a)               | 2.500       |
| 1946                                            | Herman Keiser           | 282     | −6     | 1 gậy                           | Ben Hogan                                      | 2.500       |
| 1943–45: Hủy bỏ vì Chiến tranh thế giới thứ hai |                         |         |        |                                 |                                                |             |
| 1942                                            | Byron Nelson (2)        | 280     | −8     | Playoff                         | Ben Hogan                                      | 1.500       |
| 1941                                            | Craig Wood              | 280     | −8     | 3 gậy                           | Byron Nelson                                   | 1.500       |
| 1940                                            | Jimmy Demaret           | 280     | −8     | 4 gậy                           | Lloyd Mangrum                                  | 1.500       |
| 1939                                            | Ralph Guldahl           | 279     | −9     | 1 gậy                           | Sam Snead                                      | 1.500       |
| 1938                                            | Henry Picard            | 285     | −3     | 2 gậy                           | Harry Cooper Ralph Guldahl                     | 1.500       |
| 1937                                            | Byron Nelson            | 283     | −5     | 2 gậy                           | Ralph Guldahl                                  | 1.500       |
| 1936                                            | Horton Smith (2)        | 285     | −3     | 1 gậy                           | Harry Cooper                                   | 1.500       |
| 1935                                            | Gene Sarazen            | 282     | −6     | Playoff                         | Craig Wood                                     | 1.500       |
| 1934                                            | Horton Smith            | 284     | −4     | 2 gậy                           | Craig Wood                                     | 1.500       |

- Phần "Á quân", tên được viết theo thứ tự ABC.
- Thể thức sudden-death được đưa thông qua từ năm 1976, lần đầu áp dụng vào năm 1979 và chỉnh sửa vào năm 2004.[17]
  - Chưa một lần nào trong số 11 lần sudden-death phải thi đấu hơn 2 hố; trong số đó, 4 lần được định đoạt ngay sau hố đầu tiên, 7 lần ở hố thứ hai.
- Playoff trước năm 1976 thi đấu toàn bộ 18 hố ngoại trừ năm 1935 có tới 36 hố.
  - Tổng cộng 6 lần playoff chưa từng chứng kiến tỉ số hòa. Kết quả sít sao nhất là 1 gậy vào các năm 1942 và 1954.
  - Playoff năm 1962 bao gồm 3 người: Arnold Palmer (68), Gary Player (71), và Dow Finsterwald (77).
  - Playoff năm 1966 bao gồm 3 người: Jack Nicklaus (70), Tommy Jacobs (72), và Gay Brewer (78).